# Консервативний корпоративізм
Базуючись на нормативній цінності консерватизму та структурній схемі корпоративізму, консервативний корпоративізм виник як відповідь на лібералізм і марксизм, відкидаючи культурний плюралізм лібералізму, політичний радикалізм і діалектичний матеріалізм марксизму, а також спільні для обох секуляристичні погляди . Економічні системи консервативного корпоративізму визначаються як такі, що включають соціальну державу, пов'язану зі статусом, яскраво виражену, але не екстремальну диференціацію доходів, помірну соціальну ієрархію, помірні соціальні права та деяку соціальну ізоляцію, але не в тому вигляді, як вона є. Консервативний корпоративізм означає також корпоративістську політичну культуру, яка відрізняється від фашистського корпоративізму тим, що на відміну від диктатури, яка встановлює порядок силою, консервативна корпоративістська культура вже є усталеною і триваючою. Консервативна корпоративістська культура опирається на існуючі спільні цінності її членів і тому не має великої кількості поліції. Теоретичним джерелом легітимності консервативної корпоративної культури є традиція та ієрархія народження.  Хоча її члени є раціональними людьми, сама культура не намагається виправдати себе розумом, як це робить, наприклад, фашистська корпоративна культура, а радше апелює до того, як це робилося завжди. Вони вважають, що традиція є законною основою суспільства.
Консервативна корпоративна культура організована з жорсткою ієрархією, визначеною народженням і віком. Корпоративісти вважають цю ієрархію фундаментальною для належного функціонування суспільства. Вони не цінують і не прагнуть досягти егалітаризму, тому що вважають його ілюзорним і згубним. Будь-яка влада, отримана тими, хто прагне рівності, вважається нелегітимною заміною. Заслуги відіграють обмежену роль у тому, хто має вплив, але ієрархія народження має перевагу над заслугами, коли виникає конфлікт в середині корпоративістів. Консервативна корпоративна культура базується на сім'ї. Невеликі корпоративні групи, як і все суспільство, розглядаються як велика родина. З цієї причини консервативні корпоративісти схильні розглядати час і цілі в перспективі довшій, ніж власне життя. Спеціалізація навичок у малих корпоративних групах, як правило, увічнює культуру, оскільки змушує її членів відчувати почуття самоврядування та самодостатності. Зв'язок їхньої роботи з метою всього суспільства тісний і очевидний. Консервативні корпоративні культури засновані на співпраці, а не на конкуренції. Члени приймають ієрархію, а право власності належить не окремим особам, а соціальним групам. Вважається, що благо цих груп тотожне благу всього суспільства.